# أبية (حصان)

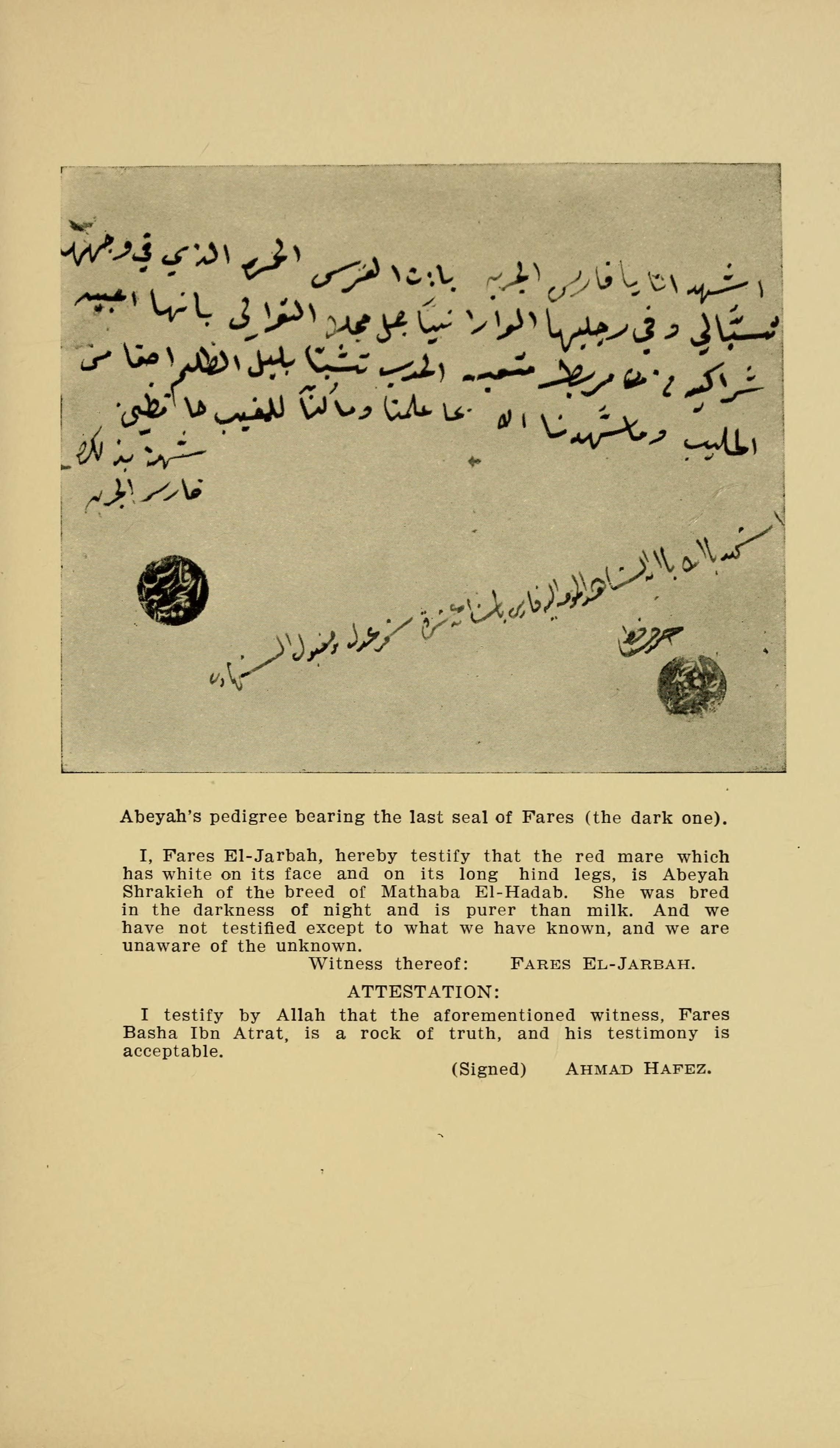
توثيق باللغة العربية، مشيرا إلى أن فرس الذي يباع أبية

أبية هي واحدة من الأنواع الرئيسية للخيول العربية معروفة  من قبل البدو. في الوقت الحاضر، ويعتبر جنس وطني في  كامل اليمن.